# بلايرويت إس بي إيه دي إس 33
بلايريو - إس بيه إيه دي إس 33 (بالإنجليزية: Blériot-SPAD S.33)‏ هي طائرة خطوط جوية أنتجت في فرنسا. من صناعة بلايريو ايروناتيك. كان أول طيران لها في 1920. صنع منها 41 طائرة. وهي ذات مقصورة مغلقة ويمكن لها أن تحمل أربعة ركاب مع مقعد إضافي في قمرة القيادة. حققت نجاحا كبيرا في خلال حقبة العشرينيات، حيث قامت في البداية بالخدمة على طريق باريس - لندن، وفي وقت لاحق قامت بخدمة الطرق القارية الأوربية.